# Argyrophis muelleri
Argyrophis muelleri — вид змій родини сліпунів (Typhlopidae). Мешкає в Південно-Східній Азії.

## Поширення і екологія
Argyrophis muelleri мешкають в М'янмі, Таїланді, В'єтнамі, Лаосі, Камбоджі, Малайзії, Брунеї і Індонезії. Вони живуть в тропічних лісах, на полях і плантаціях, на висоті до 1400 м над рівнем моря. Ведуть нічний, риючий спосіб життя.